# Кледан Кап Сизен
Кледан Кап Сизен (фр. Cléden-Cap-Sizun) је насељено место у Француској у региону Бретања, у департману Финистер.
По подацима из 2011. године у општини је живело 1012 становника, а густина насељености је износила 53,04 становника/km².

## Демографија
| 1962. | 1968. | 1975. | 1982. | 1990. | 2011. |
| ----- | ----- | ----- | ----- | ----- | ----- |
| 2.079 | 1.949 | 1.640 | 1.420 | 1.181 | 1.012 |